# الدخل والخصوبة

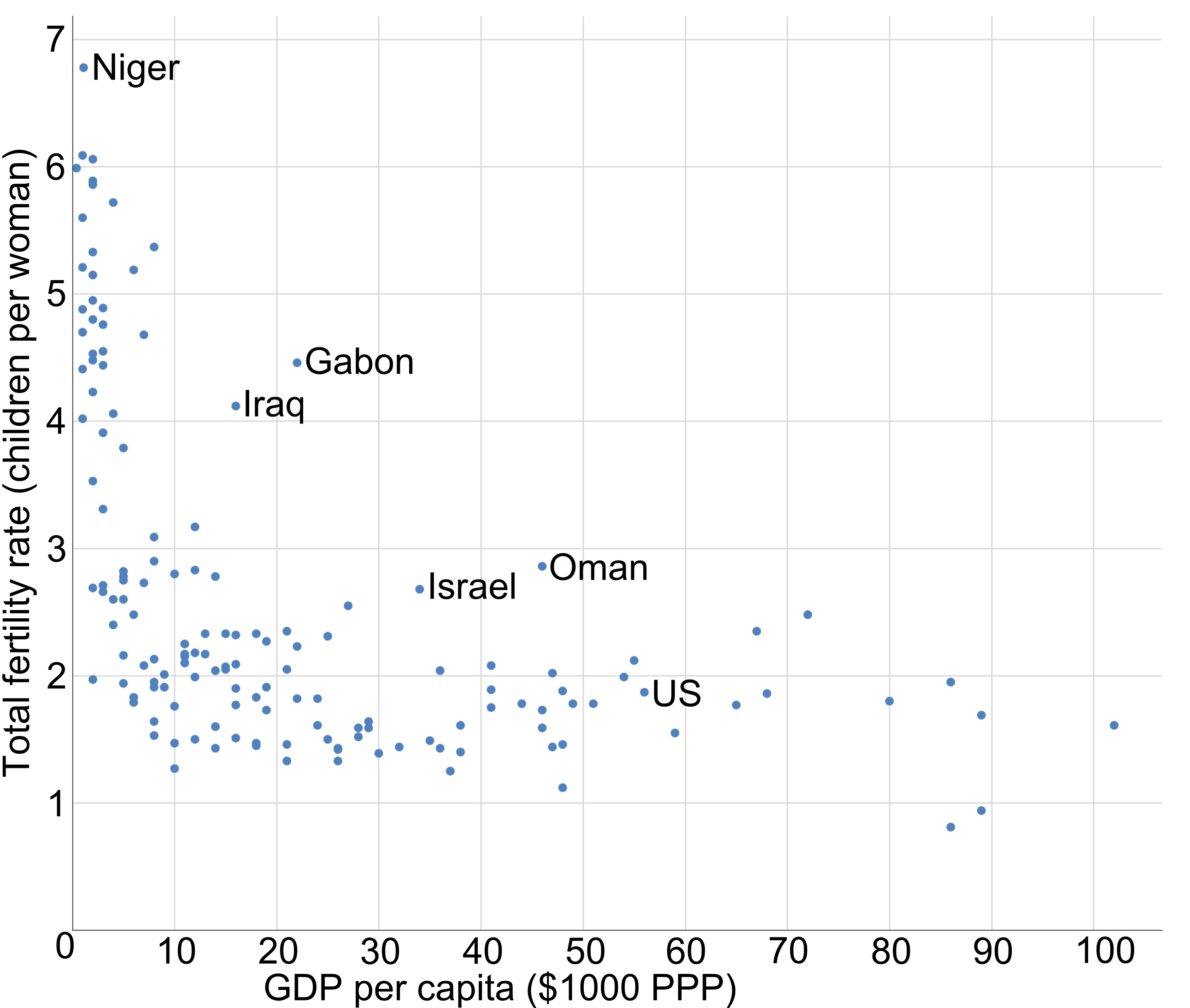
رسم بياني لمعدل الخصوبة الكلي مقابل نصيب الفرد من الناتج المحلي الإجمالي (تعادل القوة الشرائية) في البلد المقابل، 2015.

الدخل والخصوبة (بالإنجليزية: Income and fertility)‏ هي العلاقة بين الكسب النقدي من ناحية والميل إلى الإنجاب من ناحية أخرى. يوجد بشكل عام علاقة عكسية بين الدخل ومعدل الخصوبة الإجمالي داخل الدول وفيما بينها. فكلما ارتفع مستوى التعليم ونصيب الفرد من الناتج المحلي الإجمالي من السكان أو الطبقة السكانية الفرعية أو الطبقة الاجتماعية، قل عدد الأطفال الذين يولدون في أي بلد متقدم. في مؤتمر الأمم المتحدة للسكان عام 1974 في بوخارست، أوضح كاران سينغ، وزير السكان السابق في الهند، هذا الاتجاه بقوله "التنمية هي أفضل وسيلة لمنع الحمل".

## مفارقة ديموغرافية اقتصادية
وصف هيرويغ بيرغ العلاقة العكسية بين الدخل والخصوبة بأنها "مفارقة ديموغرافية اقتصادية". يتنبأ علم الأحياء التطوري بأن الأفراد الأكثر نجاحًا (والدول المماثلة) يجب أن يسعوا إلى تطوير الظروف المثلى لحياتهم وتكاثرهم. ومع ذلك، في النصف الأخير من القرن العشرين، أصبح من الواضح أن النجاح الاقتصادي للبلدان المتقدمة يقابله فشل ديمغرافي، وخصوبة دون مستوى الإحلال قد تكون مدمرة لاقتصاداتها ومجتمعاتها المستقبلية.

## العواقب

التحول الديموغرافي